# Marina Wladimirowna Pantelejewa
Marina Wladimirowna Pantelejewa (russisch Марина Владимировна Пантелеева, englische Transkription Marina Panteleyeva; * 16. Mai 1989 in Lipezk, RSFSR, Sowjetunion) ist eine ehemalige russische Leichtathletin, die sich auf den Sprint spezialisiert hat.

## Sportliche Laufbahn
Erste Erfahrung bei internationalen Meisterschaften sammelte Marina Wladimirowna Pantelejewa im Jahr 2009, als sie bei den U23-Europameisterschaften in Kaunas in 11,66 s den sechsten Platz im 100-Meter-Lauf belegte und mit der russischen 4-mal-100-Meter-Staffel mit 44,28 s auf Rang fünf gelangte. 2011 schied sie bei den U23-Europameisterschaften in Ostrava mit 11,75 s im Halbfinale über 100 Meter aus und kam im Semifinale im 200-Meter-Lauf nicht ins Ziel. 2014 startete sie mit der Staffel bei den Europameisterschaften in Zürich und gewann dort in 43,22 s gemeinsam mit Natalja Russakowa, Jelisaweta Demirowa und Kristina Siwkowa die Bronzemedaille hinter den Teams aus dem Vereinigten Königreich und Frankreich. Im Jahr darauf wurde ihr Staffelresultat bei den Weltmeisterschaften in Peking wegen eines Dopingfalls im Team nachträglich annulliert. 2021 wurde sie bei einer Nachuntersuchung ihrer Dopingprobe der Weltmeisterschaften 2015 auf die verbotene Dopingsubstanz Stanozolol getestet, woraufhin sie mit einer vierjährigen Dopingsperre belegt wurde und all ihre Resultate zwischen dem 20. Juni 2015 und dem 19. Juni 2019 gestrichen wurden.
2014 wurde Pantelejewa russische Meisterin in der 4-mal-100-Meter-Staffel.

## Persönliche Bestzeiten
- 100 Meter: 11,39 s (+2,0 m/s), 6. Juni 2015 in Jerino
  - 60 Meter (Halle): 7,27 s, 7. Februar 2015 in Moskau
- 200 Meter: 23,04 s (+1,0 m/s), 6. Juli 2012 in Tscheboksary